# Hrvatsko ime u Bosni i Hercegovini
Etnička narav predosmanlijske Bosne predmet je brojnih kontroverzi. Ovisno o nacionalnim, političkim i ideološkim polazištima, neki povjesničari drže da je Bosna bila dio Hrvatskog Kraljevstva i zatim neovisna hrvatska kraljevina, neki da je bila srpska zemlja, a neki da nikada nije bila ni hrvatska ni srpska.

#### Banska čast
Kinnamos tvrdi, da »Bosna seže do Drine i da nije podložna srpskom velikom županu; u njoj živi drugi narod, koji ima svoje običaje i uredbe, a i svog vlastitog vladara«. Vladar Bosne, u prvo doba ovisan, a kasnije neovisan gospodar zemlje oko gornjeg toka rijeke Bosne, zove se već u najstarijim vijestima o Bosni banom. Po Dukljaninu, bosanski ban je jedan od prvih velmoža hrvatske države. A Porfirogenet spominje bansku čast u Hrvatskoj. Sve do 1377. vladaju Bosnom njezini banovi, dok ponosni Tvrtko ne ote jedan dio srpske zemlje i ne okruni se za kralja "Srbljem i Bosni', da 14 godina kasnije, sjedinivši s Bosnom i prostrane hrvatske oblasti, ne spomene u svom vladarskom naslovu u Bosnu i Srblje također i Hrvatsku i Dalmaciju. Banska čast, eminentno hrvatska ustanova, poznata je samo Hrvatima; i tako zemlja, kojom oduvijek vladaju banovi, sigurno je bila hrvatskom. 

#### Hrvatsko-bugarska granica
Poznati povjesničar Dummler, imajući na umu, da je u doba kralja Tomislava Srbija i snagom i prostorom bila malena, a Hrvatska, naprotiv, da je imala vrlo jaku vojnu silu na moru i na kopnu (80 većih i 100 manjih brodova; 100 000 pješaka i 60 000 konjanika) zaključuje ovako: "Upravo je nužno, da se i Bosna računa kao stara tečevina Hrvata, a ne kao srpska zemlja od početka. I doista car (Porfirogenet) pravi razliku između Bosne kao posebnog kraja i Srbije, premda je već u X. stoljeću bila njezin sastavni dio; njezini žitelji imaju vlastite vladare". S Dummlerom se slaže sav niz povjesničara, koji nisu ni Srbi ni Hrvati; kakav je npr. Rus Hilferding, Bugarin Drinov, Englez Bury, Čeh Niederle, Mađari Pauler i Thalloczy itd. U IX. stoljeću Hrvatska je neposredno graničila s Bugarskom. To potvrđuje i bizantski povjesničar Cedrenus. Porfirogenet pripovijeda o borbama Hrvata i Bugara, negdje poslije godine 870., dakle za kana Borisa i kneza Trpimira. Bugari u ratu nisu uspjeli nego učine mir s Hrvatima, obilno ih nadarivši i primivši uzdarje od njih. Papini legati godine 886. idu neposredno iz Hrvatske u Bugarsku kanu Borisu, krstiti bugarski narod. Slična stvar događa se i godine 926. za kralja Tomislava. To je novi dokaz zajedničke bugarsko-hrvatske granice. Pošto je Slavonija u to vrijeme bila franačka, pošto je na Limu i gornjoj Drini bila samostalna Raška, a Bugarska se sterala čak Srijemom i sjevernom Srbijom, morala je Hrvatska obuhvaćati Bosnu, osobito krajeve oko Tuzle. Bugarsko-hrvatska granica bila je na Drini, a Bosna u sklopu hrvatske države. Isti taj zaključak nameće se i iz povelje hrvatskog kneza Trpimira, izdane godine 852. u Biacima kod Splita splitskom nadbiskupu Petru. Povelja veli, da je splitska nadbiskupija »metropola sve do obala dunavskih i gotovo po cijeloj državi hrvatskoj«. Treba znati, da je tada Slavonija pripadala u političkom pogledu franačkoj državi, a u crkvenom akvilejskom patrijarhatu. Splitska metropolija, koja se sterala skoro cijelom hrvatskom državom, dopirala je do Dunava, zbog čega je Bosna pripadala Splitu odnosno Hrvatskoj. 

#### Krešimirova rekonkvista nakon građanskog rata u Hrvatskoj
Oko 960. hrvatski kralj »Krešimir uze cijelu Bosnu i zavlada njom«, kako bilježi Dukljanin. S tim se slaže i veliki prijatelj Srba, inače objektivni češki povjesničar Jireček smatrajući, da je Bosna tek kasnije privremena tekovina Srba. »U X. stoljeću, u neprohodnim planinskim krajevima između Hrvata, bizantskih primorskih gradova i Bugara, nastala je među slavenskim plemenima čvršća tvorevina pod hegemonijom pravih Srba, ali i ta samo za kraće vrijeme.«. To je upravo Srbija za kneza Časlava, koja za čas obvlada Bosnom, da u nju nikad više, kroz daljnjih tisuću godina ne stupi kao vladarica. Čak ni najslavniji srpski vladar, car i samodržac svih Grka i Srba, Dušan Silni, nije mogao osvojiti Bosne, već se ispod Bobovca neslavno vratio tamo, odkuda je i došao. Po Dukljaninu koncem XI. stoljeća zavladao je Bosnom, opet na malo vremena, dukljanski kralj Bodin. On je slavenski vladar, ili po istom Popu Dukljaninu crvenohrvatski, i zato njegova vlada Bosnom nije nipošto srpska vlada. Obratno povijest pozitivno zna, da su izvjesni Hrvati ili hrvatske velikaške obitelji vladale Bosnom. Tako je i prvi po imenu poznati bosanski ban, Borić, Hrvat katolik iz Slavonije. Tako je isto i moćni ban Pavao Šubić »gospodar Bosne« (1299.) iz obitelji, koja je iznjedrila Petra Šubića Zrinjskog. Njegov sin Mladen banuje u Bosni 20 godina (1302. – 1322.). I osnivač bosanske kraljevske dinastije Kotromanića, ban Prijezda, bio je podrijetlom iz Hrvatske (iz Kutjeva). A takav je i »veliki vojvoda rusaga bosanskog« Hrvoje Vukčić-Hrvatinić,moćniji od samog bosanskog kralja, unuk gospodara Donjih krajeva (oko današnje Banje Luke), kneza Hrvatina. I oni su Hrvati, hrvatske krvi i plemena, kako im i samo ime svjedoči. 

#### Kraljevstvo Rame, odnosno Bosne
Ugarsko-hrvatski kralj Bela II. godine 1138. naziva se kraljem Ugarske i Rame (»Bela Dei gracia Hungariae Ramaeque rex«). A Rama, kroz 300 godina, znači u Ugarskoj uvijek Bosnu. Pošto Mađari nisu Bosne na maču dobili, razvidno je, da su postali vladarima Bosne ili se takvim proglasili samo tako, što su priznati i krunjeni za hrvatske kraljeve. A tko je kralj Hrvatske, kralj je i njezinog sastavnog dijela Bosne. Odatle ono »rex Ramae«, »kralj Bosne«. Bosna je, dakle, nekada bila sastavnim dijelom Hrvatske. Utvrđen ishod znanstvenog istraživanja poznatog kritičnog povjesničara Šišića jest, da se Hrvatska u doba kralja Petra Krešimira IV. prostirala od Neretve do Drave i od mora do Drine. Kad je tuđinski utjecaj u Hrvatskoj za kralja Zvonimira i osobito iza njegove smrti znatno porastao nastoje bosanski velikaši da Bosnu što vise osamostale. Bosna se počinje separirati od Hrvatske. Po Šišiću bilo je to još za Zvonimirova života. 

#### Izumiruće Trpimirovića
Prastara hrvatska kronika, pripovijeda: »Poslije toga kad se razcijepilo kraljevstvo (Hrvatska) u dijelove, izabraše Bošnjaci god. 1079. sebi posebnog poglavara; isto učiniše i Neretvani; a Hrvati izaberu za vladara tuđinca.« Malo zatim, po istoj kronici, kralj Bela zavlada svim dijelovima Zvonimirove države: Bosnom, Hrvatskom, Dalmacijom, Neretvanskom Krajinom. Vrlo je poučna listina iz godine 1163., kojom ugarsko-hrvatski kralj Stjepan IV. potvrđuje izvjesne povlastice »pred velikašima (svog) kraljevstva«, među kojima najprije nabraja izvjesne nadbiskupe i biskupe, a onda na prvom mjestu među svjetovnim knezovima hrvatskog bana Belosa, pa palatina Tomu, zatim dvorskog kneza Broku, pa bosanskog bana Borića, te velikaše Hadrijana, Henrika itd. Dakle Borić nije samostalan vladar Bosne, vec vazal ugarsko-hrvatskog kralja i velikaš Ugarsko-hrvatskog Kraljevstva; a tim istim Bosna je samo dio toga kraljevstva, jer je nekad bila sastavnim dijelom Hrvatske. Zato upravo i šalje Kulin ban svog sina Stjepana u Ugarsku, kako bi se pred kraljem odrekao patarenstva ispred cijele Bosne, makar da su se patarenski glavari pred papinskim legatom i banom na Bilinu polju kod današnje Zenice 8. travnja 1203. odrekli bogumilstva i ispovjedili katoličku vjeru. A kralj Bela III. strogo nalaze svom vazalu Kulinu pod prijetnjom globe od 1 000 srebrenih maraka, da ne smije štititi patarena u Bosni. I sam ban Ninoslav priznaje svoju ovisnost o ugarsko-hrvatskom kralju, kad daje, da kralj u njegovoj prisutnosti godine 1244. ne samo potvrđuje nego i nanovo daruje one posjede u Vrhbosni, Solima, Usori itd., koje je već prije Ninoslav darovao bosanskom biskupu. Tako razlog naslova »kralj Rame (Bosne)« u titulaturi ugarsko-hrvatskih kraljeva postaje razumljiv. Tim istim je dokazano, da je Bosna bila sastavnim dijelom Ugarsko-hrvatskog i ranije Hrvatskog Kraljevstva.

#### Vrhovna vlast na područjima bosanske banovine
Zanimljivo je čuti i glas jednog starog Bošnjaka, fra Nikole Lašvanina, glasovitog ljetopisca iz početka XVIII. stoljeća. »Bela, drugi toga imena kralj ugarski, Slip(i) imenovan, sin Alme hercega, komu je stric njegov Koloman učinio oči izvaditi, sveto i pravedno vlada.On i zadobi Ramu u gornjoj harvatskoj zemlji,koja se sada Bosna imenuje, i zato svi njegovi namisnici zovu se kralji Rame to jest Bosne«. Uopće za cijelo vrijeme bosanske samostalnosti, za svih njezinih banova i kraljeva, Soli, a još više Usora, javljaju se samo kao ugarsko-hrvatske oblasti ili kao bosanske, a nikad, ni u jednoj ispravi, kao srpske ili barem kao takve, koje su nekada spadale Srbiji. Čak i za vrijeme srpskog raskralja Dragutina, koji kao zet ugarskog kralja Stjepana V. dobiva po mirazu vladu u Solima, Usori, Srijemu i Mačvi (1282. – 1314.) spominju se prva dva predjela kao zemlja »bosanskaja i ugr'skaja«,a nipošto kao »serbskaja«. 

#### Srpska područja u Bosni
Na istoku Bosne sterala se manja oblast Podrinje, koju su Bošnjaci oteli 1374. od srpskog velmože Nikole Altomanovića. Ta oblast širila se s desne strane Drine i zahvaćala u Rašu do iza Plevlja i Mileševa. To je jedini, premda malen dio Bosne, koji je prvotno pripadao nemanjićkoj drzavi. Osvajanje Podrinja zasluga je borbenog i lukavog bana Tvrtka. Nego se Tvrtko nije samo s tim zadovoljio. On poželi kraljevsku krunu u Srbiji, koja je iza smrti posljednjeg Nemanjića nejakog Uroša (1371.) ostala bez kralja, sva pocjepkana i oslabljena. To mu konačno i uspije godine 1377., kad se u Mileševu okruni za kralja Srbljem i Bosni. Pri tom mu je izvrsno poslužila okolnost, da mu je baba Jelisava, žena bana Stipana Kotromana, bila Nemanjićka, kći raskralja Dragutina. Zato Tvrtko i njegovi nasljednici više puta ističu »praroditelje svoje gospodu srpsku«.

#### Područja zapadno od bosanske banovine
Pravoj Bosni na zapad i sjeverozapad sterali su se krajevi, koji su pripadali hrvatskoj državi. Porfirogenet spominje medu 12 župa Bijele Hrvatske Hlivno (današnje Livanjsko polje), Pset (oko Bos. Krupe i Bos. Petrovca) i Plivu (oko Jajca i rijeke Plive). Pliva, Luka (Dnoluka) i Uskoplje (današnje Skoplje na gornjem Vrbasu) oteti su već prije Kulina bana od Hrvatske i pripojeni Bosni. Kasnije, za Stjepana Kotromanića (1325.) širi se vlast bosanskih banova preko starohrvatske župe Triju polja (Duvno, Livno i Glamoč). Ta se oblast kasnije zove Završje ili Zapadne strane. Stanovništvo je i dalje ostalo velikim dijelom vjerno katoličkoj vjeri. U Duvnu je početkom XIV. stoljeća osnovana biskupija, dok Livno i Glamoč spadaju splitskoj nadbiskupiji. U Bistričkom gradu kod Livna postoji još godine 1400. kaptol s pismohranom i ispravama. Župa Pset nije nikada Bosni pripadala do dolaska Turaka. Oko Jajca i srednjeg Vrbasa počela se stvarati bosanska oblast pod imenom Donjih krajeva od župa, koje su prije bile sastavnim dijelom hrvatske države. Bilo je to u XII. i XIII. stoljeću. Osim Plive i Luke pripadoše Donjim Krajevima jos župe Banica (oko Ključa), Zemljanik (između Sane i Vrbasa sa središtem na Zmijanju), Vrbanja (oko istoimene rijeke), a kasnije Glaz na međi Usore i drugi neki krajevi. 

#### Prekosavski dio Zagrebačke biskupije, Donji Kraji i Posavina
Još godine 1372. piše papa Grgur XI., da je župa Glaz (oko današnjeg Prnjavora i Ukrine) »u vlasti ugarskog (hrvatskog) kralja«, a malo kasnije dobiva je ban Tvrtko. U Donjim Krajevima od Kotor-Varoša preko Jajca do Glamoča vlada moćna hrvatska obitelj Stipanića, koja se kasnije prozva Hrvatinićima. Iz nje potječe najsilniji bosanski velikaš Hrvoje Vukčić-Hrvatinić, »veliki vojvoda bosanskog rusaga i herceg splitski«. Kad je kraj oko gornjeg Vrbasa pa dalje na Kotor Varos i ušće Ukrine bio oduvijek hrvatski, ne bi zapravo trebalo dalje ni govoriti o dijelovima današnje Bosne, koji ostaše na sjever i sjeverozapad Donjih Krajeva. Svi ti krajevi, oko Bihaća, Krupe, Cazina, Sanskog Mosta, Dubice, Petrovca, Gradiške, Prijedora i Banje Luke, ili nisu nikada Bosni pripadali prije njezina pada (1463.) ili su pripadali pojedinim bosanskim velikaškim obiteljima tako kratko vrijeme, da se za njih s pravom može reći, da nikad nisu bili definitivnim sastavnim dijelom sredovjekovne Bosne. Oni su uvijek bili hrvatski. Zar se npr. Dubica prestala brojiti hrvatskom župom zbog toga što ju je veliki vojvoda Hrvoje oteo 1398. i vladao njom četiri godine? Zapadni dio ovih krajeva pripadao je Hrvatskoj, a istočni Slavoniji. Hrvatskoj su spadale ove plemenske župe: gorička, drežnička, psetska, lapačka sa sjedištem u Konobi (danas Rmanj), humska (oko Ripca) i unačka. Tu su danas mjesta: Unac, Drvar, Petrovac, Krupa (Pset), Cazin, Vrnograc i prije svega Bihać. Kad je pao Bihać u turske ruke (1592.), zove ga mletački poslanik u izvješću duždu »glavnim gradom (metropolitana) Hrvatske«, jer je tu više puta zasijedao hrvatski sabor i stolovao hrvatski podban. Unu tada smatraju najvažnijom hrvatskom rijekom. Sredovjekovnoj Slavoniji spadale su medu ostalim i župe dubička, sanska (oko Prijedora), mrenska (oko Sanskog Mosta), vrbaška (oko Banje Luke i Gradiške) i glaška (oko Prnjavora). U crkvenom pogledu spadale su one zagrebačkoj biskupiji.

#### Crvena Hrvatska
Današnjom Hercegovinom prostirale su se do XI. stoljeća samostalne oblasti i to Neretvanska između rijeke Cetine i Neretve, Zahumlje ili Humska zemlja od Neretve (a dijelom i preko nje) do Dubrovnika i Travunija od Dubrovnika do Kotora sa sjedištem u Trebinju. Dalje na jug bila je Duklja, koja je obuhvaćala skoro cijelu današnju Crnu Goru i grad Skadar s okolicom. Neretvani su bili čakavci. Najstariji domaći povijesni spis, zapravo kronika, pisana po narodnoj tradiciji, ispravama i zapamćenjima, jest Ljetopis Popa Dukljanina, pisan upravo u tim krajevima, točnije u Baru, u II. polovici XII. stoljeća. Po njemu sve četiri te navedene oblasti jesu hrvatske i činile su zajedno državu, koja se sterala od Duvna do Drača i zvala Crvena Hrvatska (Croatia Rubea) ili Gornja Dalmacija. Njoj na sjever širila se Bijela Hrvatska sve do Vinodola odnosno rijeke Raše u Istri. U Crvenoj Hrvatskoj su gradovi Kotor, Dubrovnik, Bar, Ulcinj, Svac itd., i cijelo ozemlje današnje Hercegovine. Hrvate u Duklji nalaze također stari bizantski pisci Ivan Skilices, Nicefor Brienij, Ivan Zonaras i Niceta Koniates. Ovaj zadnji, pišući o Nemanji, satrapu (vladaru) Srbije, koji je težio, zauzeti Duklju, veli, da si taj »čovjek nemirna i nezasitna duha prisvaja Hrvatsku i oblast Kotorsku«. Arapski pisac XII. stoljeća Idaizi naziva Dubrovnik skrajnjim (najjužnijim) gradom u Hrvatskoj. Crvenu Hrvatsku spominju stari dubrovački pisci Rastic i Crijević, zatim Mavro Orbini i Mlečanin Andrija Dandolo. Po njemu se »zemlja od Duvanjskog polja do Istre zove Bijela Hrvatska, od spomenutog polja do Drača Crvena Hrvatska, planinski kraj od Drine do Macedonije Raša, a s ovu stranu Drine Bosna... Novi (pisci) zovu cijelo Primorje Dalmacijom, a brdske krajeve Hrvatskom«. Srce i glavnu snagu današnje Hercegovine čini Zahumlje s glavnim gradom Blagajem.

#### Humska zemlja
U doba kralja Tomislava vlada Zahumljem moćni knez Mihajlo Višević. Mletačka kronika (Ivan Mlečanin) spominje Mihajla, kneza Hrvata. Još razvidnije govori o njemu, kad piše o duždevanju Ursusa II. godine 912.: »Zatim i svu zemlju hrvatsku, kojom vlada knez Mihajlo Višević«. Splićanin Toma Arhiđakon, povjesničar XIII. stoljeća, piše o Zahumlju, da je spadalo Hrvatskom Kraljevstvu. Koncem XII. stoljeća osvaja Stefan Nemanja Zahumlje, Travuniju i Duklju i pripaja ih Srbiji. Ipak se iz kraljevskog naslova srpskih vladara dobro osjeća, da su te zemlje nešto posebna i različita od prvotnih srpskih zemalja. »Stefan po milosti Boziej vencani Kralj vsje srpske zemlje i pomorskije« razlikujući tako srpsku zemlju Rašu od pomorske, koju sačinjavaju Zahumlje, Travunija i Duklja. Nemanjići vladaju Zahumljem uz prekide sve do 1325., kada dođe pod vlast bosanskih banova. Ipak se, i kroz to vrijeme, više puta Humska zemlja sjedinjuje s Hrvatskom. Tako ju je Hrvatskoj pripojio hrvatski herceg Andrija (1198. – 1210.). Slavni hrvatski velikaš Pavao Šubić zove se i jest »ban cijele Bosne,knez i gospodar Humske zemlje«. Kralj Sigismund traži godine 1431. od bosanskog kralja Tvrtka II. cijelo Zahumlje i Livno natrag, jer je »Humsku zemlju i druge župe posjedovao ban Hrvatskog Kraljevstva«. Kralj Matijaš Korvin izdaje godine 1465. potvrdu Dubrovačkoj Republici, da je ona dala 800 zlatnih forinti »za uzdržavanje grada našega Počitelja u našem Hrvatskom Kraljevstvu «. Na kraju nije na odmet spomenuti ni stari običaj medu muslimanskim seljacima oko Foče u Bosni, da, kada idu u muslimansko selo Hodžiće kod Kolašina u Crnoj Gori, vele, da idu u Crvenu Hrvatsku. To je pripovijedao g. Ing. Hajdar Cekro, sam rodom iz tog kraja, g. prof. Hakiji Hadžiću.

#### Augustin Vlastelinović, borba protiv Turaka
Godine 1637. tiskao je Sarajlija Augustin Vlastelinović pjesmicu u čast svog rođaka biskupa fra Jeronima Lučića iz Brgula kod Vareša, u kojoj se nalaze ovi stihovi:
»Još otkad banovo pomanjka kraljevstvo,
 
Razsu se Stipanovo hercesko gospodstvo,
 
Moguće vladarstvo kralja bosanskoga
 
Zat(a)r se hrabrenstvo puka harvatskoga...«
Pod puk hrvatski broji Vlastelinović ne samo Hrvatsku, već i Hercegovinu i Bosansko Kraljevstvo. 

#### Fra Nikola Lašvanin, borba protiv Turaka (i pravoslavnih svećenika)
Fra Nikola Lašvanin bilježi borbu katolika u Livnu protiv srpskog »pacare Stanislava«, koji je turskim fermanom htio katolike sebi podložiti i uzeti od njih silom vjerski porez. Međutim se domaći narod junački oprije i razori čak i mescemu. Lašvanin o tom veli:
Navališe Hrvaćani i njihove mlade žene,
 
S palicama i s kamenjem...«
Bošnjaci katolici u Livnu po Lašvaninu su Hrvaćani, Hrvati. Član sutjeskog samostana Benić veseli se, što »grad Osijek Turci ostaviše i naši ga Hrvati uzeše«. U sarajevskom muzeju čuvaju se »Pistule i Evanđelja... hrvatskim jezikom stumačene«, tiskane u Mlecima 1589., koje su u svojoj crkvi rabili olovski franjevci.

#### Fra Lovro Šitović, pivanje na hrvatskom
Fra Lovro Šitović, rodom iz Ljubuškog, tiska 1727. u Mlecima svoju »Pismu od pakla« i slaže u »hrvatski jezik i pivanje«. On veli za svoju pjesmu:
»Vazda želim, da budem pivana
 
Kršćanskom dragomu narodu,
 
Ki po svitu jošte živi gredu...
 
Razumi se, onizima pukom,
 
Ki govore hrvatskim jezikom.
Četrnaest godina ranije (1713.) tiska Šitović svoju Gramatiku latinsko-ilirsku. U uvodu piše čitatelju: »Jur je tebi očito, da drugi narodi, to jest Francuzi, Španjolci, Italijanci, Nimci, Ungari etc. lasnje nauče gramatiku nego mi Hrvati, jerbo oni štampaju gramatike u svoje vlastite jezike istomačene«. U njegovoj slovnici spominje se »konjugacija verbah hrvatskih« kao i izvjesne »rike hrvatske zemlje«.

#### Fra Marijan Lekušić, ime jezika
Svoj jezik zovu hrvatskim fra Marijan Lekušić iz Mostara (»Bogoljubna razmišljanja«, Mleci 1730.), fra Filip Lastrić iz Očevja kod Vareša, povjesničar Bosne Srebrene (1700. – 1783.), glasoviti propovjednik fra Jeronim Filipović, rodom iz Rame. Ne smije se zaboraviti ni bosanskog biskupa Ivana Tomka Mrnavića (1579. – 1639.). Djed mu je iz Bosne preselio u Šibenik. Ivan je godine 1627. tiskao »Iztumacenje obilnije nauka krstjanskoga od g. R. Bellarmina prineseno u jezik hrvatski«. On također prevodi »Zivot Margarite, bl. divice« u »hrvatski jezik«. Pjesmu »Zivot Magdalene od knezov Zirova plemena Budrisica« počinje riječima:
»Hrvatice divice u zemlji hrvatskoj,
 
Mlade udovice u kući domaćoj...«

#### Idrisijev putopis i opis Hrvatske (i Zahumlja/Humske zemlje)
Arapski geograf Abu Abdallah Mahomed Ibn Idris (o. 1099-1166) napisao je najbolje geografsko djelo srednjega vijeka pod naslovom: "Izlet onoga koji se naslađuje putovati svijetom". U tom djelu, koje je dovršio godine 1154., Idris svjedoči, da se Hrvatska proteže od Lovrana u Istri do niže Dubrovnika. U dugom i potankom opisu tadašnjih krajeva Idris između drugoga piše: " Od Splita do Stona (Stignu) ima 25 milja. Pučanstvo je hrvatsko (Sakaliba'h)". Za grad Dubrovnik kaže: " Ovo je zadnji grad Hrvatske ". Kako je srednjovjekovno Zahumlje, današnji glavni dio Hercegovine, ležalo zapadno od Dubrovnika, to je ono prema Idrisu činilo dio tadanje Hrvatske, i stanovništvo je Zahumlja bilo hrvatsko, kao što Idris izričito napominje, kada govori o Stonu, glavnom gradu Zahumlja. Splitski arhidakon Toma (+ 1268) u svom glasovitom djelu "Historia salonitana" ovako opisuje stare granice države Hrvatske: "To su bile granice kraljevstva njihova (Hrvata): od istoka Duvanjska (župa), gdje je bio grad Duvno... Od zapada Kranjska, prema moru do Stridona, koji je danas granica Dalmacije i Istre; od sjevera pak rijeka Dunav (i odatle) do mora Jadranskoga s cijelom Primorskom i kneževinom Humom" * .

#### Toma Arhiđakon
Toma Arhiđakon stavlja istočnu granicu hrvatske države iza duvanjske župe, jer je on smatrao tadašnju Bosnu samostalnom državom, neovisnom od tadašnje kraljevine Hrvatske i Dalmacije. On ipak Bosnu uključuje u hrvatski narodni prostor, jer on vuče istočnu granicu hrvatske države od Dunava na Dubrovnik tako, da mu u hrvatske zemlje spadaju: Bosna, Zahumlje i neretvansko Primorje. Za ove dvije pokrajine u navedenom odlomku Toma izričito spominje, da čine sastavni dio kraljevstva hrvatskoga. Prema Tomi hrvatska država na jug dopire do ispod Dubrovnika, a to je prostor, dokle je dopiralo "kraljevstvo Dalmacije i Hrvatske" po državnom uređenju cara Emanuela Komnena. U tome se Toma Arhidakon slaže s navedenim arapskim geografom Idrisom, koji također veli, da je Dubrovnik zadnji grad države Hrvatske. O Travunji i Duklji Toma ništa ne kaže, jer su te zemlje u njegovo vrijeme pripadale srpskoj državi Nemanjića. Svjedočanstvo Tome Arhiđakona ima posebnu vrijednost, jer je on kao domaći čovjek dobro poznavao prilike u Dalmaciji i okolnim pokrajinama. On nije bio Hrvat, nego dalmatinski Roman, Latin, koji nije ni najmanje volio Hrvate, pa njegovo svjedočanstvo nije napisano pod utjecajem simpatija prema Hrvatima, pa ni onih podsvijesnih, kao što je bio slučaj kod Konstantina Porfirogeneta prema Srbima. Andrija Dandolo, dužd mletački (1343. – 1354.), najodličniji je ljetopisac Mletačke Republike. U svom djelu Chronicon venetum, koje se i danas čuva u izvorniku u biblioteci sv. Marka u Mlecima, on donosi veoma vrijednih vijesti i o najstarijoj prošlosti hrvatskog naroda. Za to je crpao građu iz arhiva mletačkih duždeva te iz raznih djela, koja su bila napisana prije njega. O hrvatskom saboru na Duvnu i o razdiobi hrvatske države na tom saboru Dandolo piše ovo: " Svetopulk, kralj Dalmacije... na Duvanjskom polju krunjen je i kraljevstvo svoje Dalmacije razdijeli na četiri dijela... Od polja naime Duvanjskoga do Istre nazva Bijelom Hrvatskom, i od toga polja do Drača Crvenom Hrvatskom; a planinski dio od rijeke Drine do Macedonije nazva Raškom, i od te rijeke ovamo, Bosnom ... Moderni pak cijelo primorje zovu Dalmacijom, a planinski dio Hrvatskom ". Glasoviti talijanski humanist Flavije Biondo (Flavius Blondus, 1388. – 1463.) u svom poznatom djelu Povijesti prenosi gotovo od riječi do riječi ono, što je Dandolo napisao o duvanjskom saboru, dotično o Bijeloj i Crvenoj Hrvatskoj.

#### Laonik Halkokondyles i povijest Turske (Hrvati ili Iliri)
Laonik Halkokondyles (o. 1432. – 1490.), rodom Grk iz Atene, bio je učen humanist i dobar poznavalac prilika svoga doba na Balkanu i u Turskom Carstvu. Napisao je suvremenu Povijest Turske na osnovu onoga, što je sam vidio, a djelomično i prema pisanim izvorima. Osim grčkoga govorio je turski, a kako se čini, poznavao je i slavenske jezike: bugarski, srpski i hrvatski. Njegova je slaba strana vremenoslovlje, on naime rijetko spominje godine i dane, a i onda, kada ih navodi, nije u tome uvijek pouzdan. Inače on je istinoljubiv, nepristran i dobro obaviješten o stvarima, o kojima piše. 
Halkokondyles u svom djelu više puta spominje Bosnu i narod, koji u njoj živi. Prema njemu Slaveni se na Balkanu dijele u tri različita naroda: Bugare, Srbe i Hrvate, koje on prema tadanjem humanističkom običaju naziva starim klasičnim imenima: Mezeji, Tribali i Iliri. Halkokondyles ime Tribala, pa i Ilira, negda uzimlje u širokom značenju tako, da tim imenima označuje sve južne Slavene uopće. Ali kada pobliže i stvarno govori o hrvatskim i srpskim vladarima, pokrajinama i mjestima, tada on uvijek Srbe nazivlje Tribalima, a Hrvate Ilirima. Prema Halkokondilesu Tribali i Iliri, dotično Srbi i Hrvati, su dva različita slavenska naroda, koje dijeli rijeka Dorobica, pod kojom, izgleda, jedanput razumijeva rijeku Dubravu (Dobre), koja je u 15. stoljeću dijelila Mačvu od srpskih zemalja, a drugi put rijeku Drinu.
U svakom slučaju ta je razdiobna granična rijeka ležala istočno od grada Bobovca. Po Halkokondilesu Iliri, tj. Hrvati, žive zapadno od Drine do Jadranskoga mora, koje on po tadašnjem običaju zove Jonsko more, te od Dubrovnika do Istre. Sva Bosna neposredno prije njezina pada pod Tursku i za vrijeme zaposjednuća bila je naseljena isključivo Ilirima, naime narodom istovjetnim s onim, koji je tada živio u današnjoj Dalmaciji do Istre, a to znači Hrvatima. I zemlje Sandaljeve, kako Halkokondyles zove široku oblast, kojom je u njegovo vrijeme vladao Herceg Stjepan, sinovac i nasljednik Sandaljev, smješta on u Ilirik. I u toj zemlji živi isti narod, kao onaj uz dalmatinsku obalu do Istre, a to su bili Hrvati. Bosanskoga kralja Stjepana Tomaševića (1461. – 63.) Halkokondyles zove kraljem Ilira, tj. Hrvata, jer je Stjepan stvarno vladao većim dijelom tadašnjih hrvatskih zemalja. On dapače veli, da neki u njegovo vrijeme Ilire nazivlju Bošnjacima, a to zbog toga što je u Bosni stolovao kralj, koji je imao u svojoj državi većinu Ilira, tj. Hrvata.
U prvomu zapisu na dnu druge stranice 15. lista o biranju hrvatskih kraljeva piše ovo: "U prošlim vremenima u kraljevstvu Hrvata bio je ovakav običaj: bilo je sedam banova, koji su birali kralja u Hrvatskoj, kada bi kralj umro bez djece, naime ban Hrvatske prvi, ban bosanski drugi, ban Slavonije treći, ban Posige četvrti, ban Podravije peti, ban Albanije šesti, ban Sremi [= Hl'mi, Hum] sedmi..."
Kako se vidi, onaj, koji je prepisao ovu bilješku u Supetarski zbornik, nije mogao pravo pročitati imena iz predloška, koji je prepisivao, pa je pokrajine zadnjih banova krivo i nerazumljivo napisao. Ban Hrvatske je onaj, koji je banovao u kraljevstvu Hrvatske i Dalmacije od Jadrana do Gvozda. Ban bosanski je vladao srednjovjekovnom Bosnom, a ban Slavonije upravljao je hrvatskim zemljama između Gvozda i Drave, koji se krajevi od 11-st. zovu kraljevina Slavonije (regnum Sclavoniae). Činjenica da hrvatski pravnici u 11., dotično koncem 13- ili početkom 14-st., navode bana Bosne kao izbornika hrvatskih kraljeva, govori nam, da se u tim stoljećima u Hrvatskoj Bosna smatrala hrvatskom zemljom, u kojoj upravlja jedan od hrvatskih narodnih vladalaca. Po naravi same stvari ni kod kojega naroda strani vladaoci nisu birali vrhovnoga vladara toga naroda. Ako Supetarski zbornik broji bosanskoga bana među izbornicima hrvatskoga kralja, znači, da su ga i on i tadašnji hrvatski pravnici smatrali pokrajinskim upraviteljem, a njegovu državu dijelom opće hrvatske narodne države.

#### Rastko i širenje Srbije
Rastko, najmlađi sin Stefana Nemanje, nakon što se zakaluđerio pod imenom Save, poduzeo je godine 1219. da u srpskim zemljama organizira srpsku samoupravnu crkvu pod okriljem bizantske crkve, kojoj je tada bilo sijelo u Niceji u Maloj Aziji. U staroj domovini Srba, u Raškoj, on je osnovao sedam episkopija. Posebnu episkopiju osnovao je u benediktinskom manastiru u Prevlaci kod Kotora za Duklju, a drugu u Stonu, sjedištu stare katoličke zahumske biskupije. U to doba pravoslavnih nije bilo ni u Duklji ni u Zahumlju. U tim katoličkim i hrvatskim zemljama Sava je osnovao srpske episkopije u nadi, da će te zemlje zbog djelovanja srpske državne vlasti s vremenom postati pravoslavne i srpske. Ali se prevario. Srpski se episkop u Stonu nije mogao održati ni 25 godina, jer nije imao vjernika, " ni vr'hovine ni ima, ni biri, ni jed'noga dohod'ka ni otkuder'...". Episkopija u Prevlaci životarila je do turskih vremena, kada se preselila na Cetinje u današnjoj Crnoj Gori. Na cijelom pak području tadašnje Bosne, koja je bila prostorno opsežnija nego stara Raška, Sava nije osnovao ni jednu episkopiju. To govori, da Sava tadašnji bosanski narod nije smatrao Srbima ni pravoslavnima, niti stvarno ni potencijalno, naime, niti je držao, da su tada bili Srbi i pravoslavni, niti da bi s vremenom takvi mogli postati.

#### Srpski car Stefan Dušan i pokušaj osvajanja Bosne
Najveći srpski narodni kralj bio je Stefan Dušan, nazvan Silni (1331. – 1355.). Nakon što je više puta pobijedio Bizantince i Bugare, i svoju državu proširio do Soluna i duboko u današnju Grčku, on se godine 1346. okrunio i proglasio " car' Sr'bljem i Gr'kom' " Godine 1350., kada je bio u naponu svoje snage, Dušan je poduzeo da svojoj državi pripoji Bosnu, Zahumlje i Makarsku Krajinu. Osobito mu je bilo na srcu Zahumlje, današnja srednja i zapadna Hercegovina. Tu je oblast Dušan smatrao " svojom zemljom ", kako vidimo iz pisma Mletačke republike od 13. travnja 1350. upravljenoga srpskom caru Stefanu Dušanu. S jakom vojskom prodre Dušan u srce srednjovjekovne Bosne i podsjede grad Bobovac. Bosanski ban Stjepan II. i Bošnjaci nisu se osjećali toliko snažnima, da bi se mogli oprijeti Dušanu na otvorenu polju, pa su se povukli u gorovite i tvrde gradove. Dušan pobjedonosno prođe srednjom Bosnom, Donjim Krajima oko Jajca i Bugojna, Završjem preko Duvna, Imotskim, Ljubuškim, Stocom i Ljubinjem preko Zahumlja, da preko Dubrovnika i Boke zamakne na istok. Kako je vjerovati, Dušan je u osvojenim zemljama, napose u Zahumlju, ostavio svoje predstavnike i vojničke posade u zgodnijim mjestima. Ali čim je Dušan s glavnom vojskom ostavio Bosnu i Zahumlje, domaće plemstvo i narod digli su se na moge i protjerali Dušanove ljude i uspostavili vlast bana Stjepana II. Kotromanića u cijelom opsegu zemalja, kojima je ban Stjepan vladao prije Dušanova pohoda.
Da su srednjovjekovni Bošnjaci i Zahumljani bili Srbi i osjećali narodnu zajednicu sa srpskim narodom u staroj Raškoj, oni bi bez sumnje srpskoga cara Dušana Silnoga na njegovu pohodu godine 1350. objeručke primili i ostali bi trajno u njegovoj velikoj i tada slavnoj državi srpskoj. Ako se oni pak kriju pred Dušanom u gorovite i utvrđene gradove i ako odbacuju njegovu vlast, čim se on s vojskom udaljio iz Bosne i Zahumlja, znači, da su Dušana smatrali tuđinom, dotično da se nisu osjećali Srbima. Zabacivši Dušanovo srpsko carstvo, Bošnjaci i Zahumljani uspostavili su u svojim zemljama vlast svoga domaćega bana Stjepana II. Kotromanića, koji je tada priznavao vrhovništvo ugarsko-hrvatskoga kralja Ljudevita I i živio u tadašnjoj državnoj zajednici, u kojoj se nalazio cijeli hrvatski narod.

#### Ston/Pelješac, glavni grad Zahumlja i hrvatska kraljevska crkva
U Stonu, na početku poluotoka Rata, koji se da nas zove Pelješac, u negdašnjem glavnom gradu Zahumlja, i danas stoji crkva Sv. Mihovila, koju je između godine 1074. do 1081. sagradio Mihajlo Dukljanski, "vladar onih, koji se zovu Hrvati". To kaže natpis nad vratima te crkve. U crkvi se do danas sačuvala fresko-slika osnovatelja crkve kralja Mihajla, s krunom na glavi, koja je veoma slična onoj hrvatskoga kralja na splitskoj krstionici iz 10- ili 11-st. 

#### Dubrovčani i pomaganje Počitelja
Pet godina poslije pada Bosne pod tursku vlast, ugarsko-hrvatski kralj Matija Korvin izdao je namiru Dubrovačkoj Republici na 800 zlatnih florina, koje su ovi dali " za uzdržavanje grada našega Počitelja zvanoga u rečenoj kraljevini našoj Hrvatskoj ". Počitelj leži u sredini današnje Hercegovine, koja se, prema mišljenju i svjedočanstvu kralja Matijaša, nalazila u Hrvatskom kraljevstvu.

#### Frankopani o hrvatstvu Bosne
Antonio Burgio, papinski poslanik na dvoru ugarsko-hrvatskoga kralja Ljudevita II dne 18. veljače 1526. pisao je Jakovu Sadoleto, tajniku pape Klementa VII u Rim, ovako: " U pismu od 15. (o. mj.) pisao sam, da se Hrvati misle predati vojvodi Ferdinandu i da grof Krsto (Frankopan) misli postati gospodar Bosne. Nakon toga sam saznao bolje. Neka zna Vaše prečasno gospodstvo, da su pregovori istiniti, i kažu da vojvoda Ferdinad to rado sluša, da bi se mogao proglasiti kraljem Bosne, jer Bosna pripada Hrvatskoj ". Iz ovoga svjedočanstva jasno se vidi, da je početkom 16-st. u srednjoj Europi bilo opće mišljenje, da Bosna pripada Hrvatskoj, i prema tome, da u Bosni živi hrvatski narod.

#### Antun Dalmatinac o hrvatstvu Bosne
Protestantski propovjednik Antun Dalmatinac o Bosni je ovako pisao: "... Ako nećemo pod oblast Tursku prići kako jest Bosna ... Hrvatska zemlja ".

#### Nikola Jurišić Bihaću
Branitelj Kisega, Nikola Jurišić, 23. lipnja 1541. pisao je kapetanu Bihaća, da je taj grad " cijeloga kraljevstva Hrvatske spas i uporište ". Papinski poslanik godine 1580. zove Unu, u današnjoj Bosni, " glavna rijeka Hrvatske ", a mletački poslanik godine 1592. izvješćujući svoju vladu o padu Bihaća veli, da je on " glavni grad Hrvatske, najglavnija tvrđava onih krajeva ".

#### Ivan Tomašić i Hrvatska Bosna
Ivan Tomašić (+ 1562.), franjevac provincije Hrvatske Bosne, godine 1561. dovršio je Kratki ljetopis kraljevine Hrvatske., na latinskom jeziku. Izdajući ovo djelo Ivan Kukuljević-Sakcinski ovako piše o piscu: " Što Tomašićevomu ljetopisu njeku osobitu vriednost podaje, jest ono hrvatsko čuvstvo i samostalna narodna sviest, kojom se naš pisac odlikovao u ono doba, kad je u najumnijih i najuglednijih muževih naroda hrvatskoga, živućih u tako zvanih zemljah krune ugarske, čistu hrvatsku sviest nadvladala bila tuđa sviest državno-ugarska, pa kad se nisu stidili ovi muževi, ne samo umom podupirati tuđi narod i tuđu književnost, nego dapače i poštena svoja porodična imena pretvarati u madjarske krparine, kao na primjer: Berislavići (Beriszlo), Deševići (Dezsoffy), Martinovići (Martinuczy)... " Tomašić nije zabilježio, u kojemu je kraju bio rođen, ali se čini, da je pripadao franjevačkomu samostanu u Otoki na Uni, jer je između svih franjevačkih kuća zabilježio propast samo toga samostana. Međutim, hrvatska rodoljubna svijest, koja u cijelom Tomašićevu ljetopisu dolazi do izražaja, nije mogla biti samonikla i njemu samome samobitna, nego je pisac to rodoljublje baštinio od svojih franjevačkih odgojitelja i dijelio s drugom braćom franjevcima, s kojima je Tomašić u samostanima živio i dnevno izmjenjivao misli i osjećaje. Ovo govori, da je hrvatska narodna svijest, kojom su se odlikovali franjevci bosanske vikarije u slobodnim hrvatskim krajevima početkom 16-st., i dalje bila budna i cvala u franjevačkim samostanima franjevačke provincije Hrvatske Bosne.

#### Dugi rat i zaključci hr. sabora o Bosni
Za " dugoga turskog rata " (1593. – 1606.) Hrvati su željeli i očekivali, da će biti oslobođene sve hrvatske zemlje, napose Bosna. Zbog toga nijesu nikako bili zadovoljni sa zaključkom mira na ušću rijeke Žitve u Dunav dne 11. studenoga 1606, koji je kralj Rudolf II. sklopio s Turcima, da bi imao slobodne ruke u borbama s Francuzima. Nakon sklopljenoga mira, hrvatski staleži na saboru u Zagrebu početkom rujna godine 1608. zaključili su, da hrvatski izaslanici na općem saboru u Požunu traže, da se svi krajevi od Drave do Jadrana, pa i oni u Bosni, ujedine s kraljevinom Hrvatskom i podvrgnu pod vlast hrvatskoga bana. Taj zahtjev prihvatio je novi kralj
Matija II. (1608. – 1619.) i na nj se zakleo u svojoj krunidbenoj zavjernici. Budući da kralj Matija nije ispunio svoju obvezu, hrvatski staleži ponovno su obnovili taj zahtjev na svom saboru od godine 1628.

#### Stavovi hrvatskog sabora o Bosni (17.st)
Predstavnici hrvatskoga naroda trajno su u duši nosili i čuvali navedenu misao, da su sve zemlje od Drave do Jadrana hrvatske, u koje spada i Bosna. Za vrijeme velikoga bečkoga rata (1683. – 1699.), Hrvati su se nadali, da će Bosna biti oslobođena, pa su na saboru godine 1695. između drugoga zaključili, da se od kralja Leopolda I. (1657. – 1705.) traži, da se banovini Hrvatskoj pridruže one hrvatske zemlje, uključivo s onim bosanskima, koje su dotle bile oslobođene. Zaključak saborski glasi: " Mi smo našim vlastitim oružjem ove krajeve opet pridobili, mi smo ih čuvali, naša vojska izvela je većinu ovoga naroda iz Bosne pod kršćansku vlast, mi smo onaj narod i kruhom prehranili, da opet u Tursku ne pobjegne. Ove su zemlje od uvijek spadale pod crkvu zagrebačku i pod kraljevstvo naše ".

#### O turskoj Hrvatskoj
I u stranom međunarodnom svijetu bilo je poznato, da je Bosna hrvatska i da u njoj žive Hrvati. Koncem 17-st. jedan Francuz napisao je Povijest današnjega stanja kraljevine Ugarske. U tom djelu on piše: " Nekada je kraljevina Hrvatske obuhvaćala sve, što leži između Drave i Dalmatinskoga mora te se dijelila u tri dijela ... (Današnja) Hrvatska redovito se dijeli na austrijsku ili kraljevsku i na tursku Hrvatsku, jer su joj suvereni austrijska kuća i Otomani "

#### Zavod svetog Jeronima i hrvatske zemlje
Drugo znamenito svjedočanstvo nalazi se u rješenju crkvenoga suda Svete Rote u Rimu iz godine 1656. Hrvati su, naime, od starine hodočastili u Rim na grobove sv. Petra i Pavla. Kao i drugi narodi, Hrvati su redovito odsjedali u istoj gradskoj četvrti, koja se nazivala " La comunita della nazione Illirica o Schiavona ", ili " Vicolo degli Schiavoni ". Taj se pak nalazio na lijevoj obali Tibera nedaleko od grobnoga spomenika cara Augusta. U toj četvrti još u 15-st. Hrvati su podigli gostinjac ili kolegij, koji se nazivao " Collegium Illyricum S. Hieronymi " (Ilirski Kolegij Sv. Jeronima). U tom gostinjcu svaki Hrvat, hodočasnik iz svih hrvatskih zemalja, imao je besplatno prenoćište i uzdržavanje za tri dana 
Slovenci iz Kranjske, Štajerske i Koruške nijesu imali svojega gostinjca u Rimu, pa su i oni pod konac 16-st. stali zahtijevati, da mogu uživati pogodnosti u gostinjcu Sv. Jeronima u Rimu. Pomognuti austrijskim vlastima, pod koje su državno spadali, Slovenci su godine 1618. službeno zatražili, da im se prizna pravo na kolegij i gostinjac Sv. Jeronima u Rimu. Kao razlog naveli su, " da i oni pripadaju Iliričkom narodu ". Tomu su se zahtjevu oprli Hrvati, tvrdeći da se pod " Iliričkim narodom " imaju razumijevati samo Hrvati iz raznih hrvatskih pokrajina. Stvar je došla pod vrhovni crkveni sud pred Rimsku Rotu. Punih 36 godina pitanje se sa svih strana pretresalo i ispitivalo. Pisale se rasprave i stručna mišljenja i ujedno tiskale razne brošure. Na koncu je Rimska Rota na svojoj generalnoj sjednici od 24. travnja 1656. donijela odluku, da pod Ilirik spadaju samo hrvatske zemlje: Dalmacija, Hrvatska, Bosna i Slavonija, i da samo stanovnici tih zemalja imaju pravo na pogodnosti kolegija Sv. Jeronima, isključivši sve druge, napose one iz Koruške, Štajerske i Kranjske. Bitni dio sudske odluke Rimske Rote glasi ovako: " Odlučujemo i izjavljujemo, da istinita i stvarna zemlja naroda Ilirskoga prema Buli i misli rečenoga Siksta V bila je i jest, i razumjeti se ima Dalmacija ili Ilirik, kojega su dijelovi: Hrvatska, Bosna i Slavonija, potpuno isključivši Korušku, Štajersku i Kranjsku; i samo oni, koji su rođeni u tim četirma pokrajinama: u Dalmaciji, Hrvatskoj, Bosni i Slavoniji mogu biti primani ... ".Nakon donesene odluke rimski kartograf A. Buffalini nacrtao je kartu, u koju su ucrtane gore navedene hrvatske zemlje, tada zvane " iliričke ", u cijelom njihovu prostiranju. Na jugu Dalmacija je obuhvaćala sredovječnu Duklju, pa granica počinje od rijeke Bojane i uz Skadarsko jezero povija se preko Nikšića na Drinu, i tokom Drine do Save, o odatle Savom do njezina ušća u Dunav, pa Dunavom i Dravom do visine Ptuja, odakle skreće na jug uz tadašnju slovensku granicu do Istre. Na toj karti posebno su nacrtane - uz " ilirčke ", tj. hrvatske zemlje - Srbija i slovenske pokrajine Koruška, Štajerska i Kranjska.

#### Ivan Blaeu i karta Ilirlika
Prema dugoj i svestrano proučenoj odluci vrhovnoga suda u Rimu Bosna, dakle, spada u hrvatske zemlje i Bošnjaci pripadaju narodu hrvatskomu, koji se tada na zapadu nazivao "ilirički", kao i drugi stanovnici tadašnjih uskih pokrajina Dalmacije, banovine Hrvatske i Slavonije. I europski kartografi 17- i 18-st. u svojim zemljovidnim kartama Bosnu ucrtavaju medu hrvatskim zemljama. Tako poznati kartograf Ivan Blaeu (Johannes Blavius) nacrtao je kartu " Ilirika " i tu objelodanio u svom Velikom atlasu godine 1669. u Amsterdamu. Tu je kartu posvetio tadašnjemu hrvatskom banu Petru Zrinjskomu i u lijevom kutu karte na latinskom jeziku napisao ove riječi: " Današnji Ilirik, koji pisci obično zovu ' Slavonija', a Talijanci ' Schiavonia', dijeli se na Dalmaciju, Hrvatsku, Bosnu i Slavoniju. Veći dio [današnjega] Ilirika drže Turci, dijeleći ga na oblasti, koje po svom običaju nazivaju sandžakatima. Drugo drže Mlečani, Madžari i Dubrovčani ".

#### Izbjeglice iz Bosne i rod hrvatski
Da je domaće stanovništvo Bosne i Hercegovine u 17-st. bilo svijesno svoga hrvatskoga porijekla i svoje pripadnosti hrvatskom narodu, govore široki narodni slojevi, koji su tada ostavljali Bosnu, a napose oni ugledni Bošnjaci, koji su u to doba tiskali razne spise i knjige i sebe nazivali Hrvatima. Medu tima na prvom mjestu spominje se Ivana Tomku Mrnavića, bosanskoga biskupa (1580. – 1637.). Tomko se rodio u Šibeniku u bosanskoj izbjegličkoj obitelji, koja je za više pokoljenja sačuvala svoje bosanske osobine i svoju bosansku svijest. Ivan Tomko odgojen je u Rimu i tamo je proveo veći dio svoga života. Bio je kanonik u Šibeniku, pa u Zagrebu, a na koncu, godine 1631. bio je imenovan biskupom u Bosni. Ivan Tomko Mrnavić napisao je više djela na hrvatskom i latinskom jeziku. U tim djelima on sam sebe redovito nazivlje Bošnjakom, a tako su ga i drugi zvali. Ali usto on jasno ističe i svoje hrvatstvo, svoj materinski jezik zove hrvatskim i Bosnu ubraja među hrvatske zemlje. U svojim djelima Tomko piše, da je on po rođenju Hrvat, kao i oni, za koje svoje djela piše. Tima on kaže: " Kako se rađamo Hrvati ... ". Ivan Tomko u svojim djelima govori o " zemlji hrvatskoj " i o " moru hrvatskomu ", spominje " Primorje hrvatsko ", " rod " i " puk harvatski ", kojemu pripada i pučanstvo u Bosni i Hercegovini. O tome on pjeva u «Životu Magdalene Budrišića» († 1531.):
Biše roda svoga zator jur vidila,
 
Puka harvatskoga razutje slišala,
 
Pod Turci Bosnu svu biše oplakala,

Hercega daržavu zgubljenu jadala...
Kako Ivan Tomko Mrnavić lijepo spaja i svoje pokrajinsko bosansko posebništvo i opće hrvatsko rodoljublje, dobro se vidi iz samih naslova njegovih djela. Od tih navodimo sljedeća:
"Život Margarite blažene Divice, itd. prinešen iz vlaškoga u harvatski jezik ", u Mletcih 1614.

"Žalosnoskazje Krispa Cesara itd. preneseno iz pisme vlaške u harvatsku tumačenjem i slogom Iv. Tomka Marnjavića bošnjanina, kanonika Šibeničkoga, vlastopis g. 1614. u Rimu ".

"Istumačenje obilnie nauka karstianskoga od g. R. Bellarmina kardinala prinešeno u jezik harvatski, u Rimu 1627 ".

"Vita Berislavi Bosnensis Episcopi Vesprimensis etc. Ioanne Tomco Marnavich bosnen(si) canonico Si(beni)cen(si) Authore. Venetiis 1620 ".

#### Krunoslav Draganović o Herceg Bosni
Opaska iz djela Krunoslava Draganovića Herceg Bosna i Hrvatska (1940.) glasi: "U sarajevskom muzeju čuvaju se »Pistule i Evanđelja... hrvatskim jezikom stumačene«, štampane u Mlecima 1589., koje su u svojoj crkvi rabili olovski franjevci (Jelenić, "Kultura i bosanski franjevci", II., 164) ". Radi se o poznatom djelu Trogiranina Marka Andriolića, što još jednom pokazuje duhovno jedinstvo Hrvata, u ovom slučaju od obala srednje Dalmacije do sjeveroistoka Bosne.

#### Fra Franjo Glavinić o Herceg Bosni
Drugi pisac iz Bosne, kojega valja posebno istaći, jest franjevac fra Franjo Glavinić (1580. – 1650.). Kako je on sam zabilježio, njega su roditelji iz Glamoča u kolijevci prenijeli u Istru, bježeći pred progonima Turaka, da sačuvaju svoju katoličku vjeru. Glavinić je u Istri postao franjevac i tri puta bio je provincijalnim starješinom franjevačke provincije " Hrvatske Bosne ".
U svojim tiskanim djelima Glavinić naglasuje, da piše hrvatskim jezikom, kojim se on ponosi i na njegovu slavu piše. U svom djelu Svitlost duše verne, tiskanom u Mlecima godine 1632. Glavinić kaže, da ga je napisao: " za ugoditi bratji i vernim, a navlastito hervatskomu jeziku ". Prvo Glavinića djelo tiskano na hrvatskom jeziku nosi naslov " Czvit szvetih, t.j. sivot szvetih itd. prenessen i szlosen na Harvatszki jezik ", u Mletcima 1628. To je djelo Glavinić posvetio hrvatskomu knezu Vuku Krsti Frankopanu, za kojega kaže: " Inter nostrae nationis Proceres nemini secundus " = među velikašima našega naroda, koji ne zaostaje ni za kim. Glaviniću, rođenu u Bosni, Vuk Krsto Frankopan, član stare hrvatske plemićke obitelji iz Hrvatskoga Primorja, jest velikaš " našega naroda ". Tim on ispovijeda, da su i on i njegovi Bošnjaci jedan te isti narod sa svim Hrvatima u ostalim hrvatskim zemljama.

#### Fra Ivan Ančić o Livnu, Rami i Duvnu
Pišući Kongregaciji de propaganda u Rim godine 1680. bosanski pisac franjevac fra Ivan Ančić tvrdi, da se Hlivno, Rama i cijela duvanjska biskupija nalaze u Hrvatskoj (in principato di Croazia). Vodeći ljudi i predstavnici Hrvata u 17-st., kao i oni u predašnjima, smatrali su Bosnu hrvatskom zemljom nastojali su, da je oslobode i ujedine s drugim hrvatskim zemljama. Tako je hrvatski ban Toma Erdedi (1683-85) g. 1684 pisao zagrebačkom biskupu Martinu Borkoviću: " Mene srdce vu Bosniu vlče ".

#### Pavao Ritter-Vitezović i oživjela Hrvatska
Hrvatski pisac i povjesničar Pavao Ritter-Vitezović (1652. – 1713.) napisao je godine 1699. spomenicu pod naslovom «Responsio ad postulata» {Odgovor na pitanja) i posvetio grofu A. F. Marsigliu, opunomoćenomu carskomu povjereniku za utvrđenje granica s Turskom. U tom spisu Ritter-Vitezović ovako opisuje hrvatske zemlje: 1. Primorska Hrvatska (Croatia maritima) obuhvaća područje svih rijeka, koje se slijevaju u Jadransko more. Toj Hrvatskoj pripada cijela Humska zemlja ili Hercegovina, Zeta do Skadarskoga jezera, zemljište Dubrovačke republike, Hlivno i Rama. 2. Zagorska ili međuzemna Hrvatska (Croatia mediterranea), koja obuhvaća uz staru Hrvatsku (propria Croatia) i Bosnu. Prva obuhvaća predjele od Mosora i Velebita do Petrove Gore, a Bosna krajeve od Gore Borove do Drine, s većim mjestima: Vrhbosna ili Sarajevo, Visoko, Sutiska, Bobovac i Soli (Gornja i Donja Tuzla). 3. Međuriječna ili Savska Hrvatska (Croatia interamnis sive Savia), zvana Slavonija, od Save do Mure, Drave i Dunava. Godine 1700. Ritter-Vitezović tiskao je latinsko djelo «Oživjela Hrvatska» (Croatia rediviva) i posvetio ga caru Leopoldu I. Tu on ponovno Bosnu i Hercegovinu svrstava u središnje hrvatske zemlje.
Kada je carski povjerenik Marsigli svoj posao završavao na štetu hrvatskih prava i narodnih želja, Ritter-Vitezović spjevao je dirljivu elegiju «Plačne Hrvatske dva stoljeća» (Plorantis Croatiae saecula duo) i tiskao je godine 1703. u Zagrebu. U toj žalobnoj pjesmi, koju je pjesnik predao grofu Marsigli na njegovu odlasku iz Hrvatske, Ritter-Vitezović izriče čvrstu nadu da će brzo doći do novoga rata, u kojemu će se Hrvatskoj povratiti hrvatske zemlje: Bosna, Srijem i slobodna Rama. Hrvatska, na usta pjesnika, dovikuje grofu Marsigli:
Putuj dakle sretno, pa kad opet dođeš

Da mi povratiš Bosnu i srijemska sela.......

i slobodnu Ramu svome kralju.

#### Fra Matija Divković o ćirilici
U ovom stoljeću zapadni katolički pisci dva puta spominju srpsko ime u Bosni. Bosanski franjevac i prvak bosanskih pisaca, fra Matije Divković (1563. – 1631.), u Mlecima je u godine 1611. sam dao saliti slova hrvatske ćirilice ili bosančice i tim je tiskao svoja djela. U tim djelima Divković ta pisma naziva "sarpskijemi slovima".
Divković je rodom iz Jelaška u istočnoj Bosni. Taj dio Bosne već prije drugoga desetljeća 17-st., kada je Divković svoja djela pisao i tiskao, bio je postao gotovo potpuno pravoslavni. Osnovane su i brojne pravoslavne parohije i manastiri u Paprači i Vozućoj. Divković je u rukama pravoslavnih popova i kaluđera, koji su potpadali pod srpskoga patrijarha u Peći, vidio knjige crkvene i svjetovne, koje su bile pisane isključivo ćirilicom. Zbog toga je mislio, da je ćirilica " srpsko pismo ". Kako je i bosančica, kojom su se narod i svećenstvo u BiH služili od davnina, jedna vrsta ćirilice, to je Divković pogrešno došao do zaključka, da su to " sarpska slova ". Međutim, on nije znao, da početnici ćirilice nisu bili Srbi nego bugarski svećenik Ćiril Preslavski...... 
Međutim Divković, iako je iz nepoznavanja povjesnoga razvoja azbuke, slova hrvatske ćirilice ili bosančice nazvao " sarpskijemi slovima ", on nigda ne zove srpskim ni svoj jezik ni narod u Bosni. Godine 1611 on je izdao svoja djela "Nauk krstjanski " za "narod slovinski ... u jezik slovinski ", a tako i "Sto čudesa " prevede "z dijačkoga jezika u jezik slovinski ". Divković naziva svoj jezik i narod u Bosni "slovinskim", kako su u ono doba Dubrovčani i drugi Hrvati u primorskoj Hrvatskoj nazivali svoj jezik i svoj hrvatski narod. U to doba nitko nije nazivao Srbe "Slovinima" niti njihov jezik "slovinski". Njih su tada nazivali: Srbima, Racima, ili Rašanima, Vlasima i Hrkaćima. Ako Divković svoj jezik naziva "slovinski", i katoličke čitatelje u Bosni, za koje piše, "slovinski narod", on tim ispovijeda, da su Bošnjaci Hrvati kao i njihovi sunarodnjaci u Dubrovniku, Dalmaciji i u drugim hrvatskim krajevima, koje se tada često nazivalo "Slovinima" i njihov jezik "slovinski".

#### Spomen Srbije u rimskom postupku
Drugi spomen Srbije imamo u rimskom Postupku (Processus) godine 1624. za premještenje skadarskoga nadbiskupa fra Dominika Andrijaša na biskupsku stolicu "stefansku" ili "mostarsku". U tom Postupku, dva su svjedoka izjavila, da je Andrijaš rođen "u Pappu u Srbiji", i da se "stefanska", dotično "mostarska" biskupija nalazi "u donjoj Srbiji". Svjedoci, koji su bili prijatelji i pristaše fra Dominika Andrijaša, i s njim radili, da on dođe za biskupa u srednjoj Hercegovini, gornju svoju izjavu dali su, jer su znali iz djela Mavre Orbinija, da su Popovo i srednja Hercegovina neko vrijeme bili u srpskoj državi pod vlašću srpskih vladara. Ali glavni je razlog bio, da su oni godine 1624. Popovo i "mostarsku" biskupiju strpali u Srbiju, da tim lakše postignu premještenje skadarskoga nadbiskupa Andrijaša na "stefansku" ili "mostarsku" biskupiju, koja stvarno nije postojala. Da izmišljenu biskupiju što bolje zaviju tajnom pred tadašnjim rimskim krugovima, koji su o balkanskim zemljama imali veoma slabo znanje, Andrijaševi su svjedoci posvjedočili, da se Popovo i "mostarska" biskupija nalaze u "donjoj" Srbiji, za koju se je znalo u Rimu, da leži negdje u srednjem Balkanu.

#### Fra Toma Babić i Hrvati
Fra Toma Babić (+ 1750.) rođen je u Velimu kod Skradina od stare bosanske obitelji. Odgojen je i bio je članom provincije Bosne srebreničke do godine 1735., kada je od nje odijeljena provincija Sv. Kaja, kasnije nazvana Presvetoga Otkupitelja. Godine 1712. on je u Mlecima tiskao djelo: "Prima grammaticae institutio pro tyronibus illyricis". Na zadnje tri stranice (134. – 136.) otisnut je oglas knjiga: "Broj knigh Hervatschiih gimenovanih od zdola nahodise u butighi Bartula Occhi kgnigara, u Rivi od Harvatou...". Kako u predgovoru kaže, pisac je ovo djelo napisao za "bosansku dicu naroda slavnoga i jezika harvatskoga". Drugo prošireno izdanje ove gramatike fra Toma je izdao u Mlecima godine 1745. Glavno je djelo fra Tome Babića "Cvit razlika mirisa duhovnoga", koje je prvi put izišlo u Mlecima 1726. i kasnije više puta pretiskano. U Bosni se mnogo čitalo i narod ga nazvao "Babuša ".

#### Franjevci o jeziku i narodu
U prvoj polovici 18-st. četiri franjevca rođena u Hercegovini svoj materinski jezik nazivlju "hrvatski" To su: fra Bernardin Nagnanović iz Broćna (+ 1718.), fra Marijan Lekušić iz Mostara (+ 1742.), fra Lovro Sitović iz Ljubuškoga (+ 1729.) i fra Bernardin Pavlović iz Stona (+ 1763.).
Fra Bernardin Nagnanović je stupio u franjevački red godine 1700. u Zaostrogu. Godine 1715. bio je imenovan učiteljem bogoslovlja u Budimu. Napisao je "Ljetopis", koji je objelodanio fra J. Jelenić u Glasniku zemaljskoga muzeja u Sarajevu godine 1918. i posebno otisnuo godine 1919.
Fra Marijan Lekušić je godine 1720. bio učitelj filozofije u Splitu, a godine 1727. učiteljem moralke na franjevačkom generalnom studiju u Šibeniku. U Mlecima tiskao je "Bogoljubna razmišljena otajstva odkupljenja čovječanskog", prvo izdanje, koje se izgubilo, nepoznate godine i drugo popravljeno godine l730.
Fra Lovro Šitović se rodio u Ljubuškom od muslimanskih roditelja. Ime mu je bilo Hasan. U vrijeme bečkoga rata, nakon osvojenja Vrgorca (1690.), harambaša Tulnja nazvan Delija, u četovanju zasužnji Hasanova oca, koji zamoli da ga pusti uz otkup, a on će mu dati kao jamca sina, dok otkup ne podmiri. Mladi Hasan uz dječicu Delije Tulnja nauči bukvicu čitati, izgovarati kršćanske molitve i pjevati duhovne pjesme na čast Majke Božje. Hasanov otac pošteno podmiri ugovoreni otkup i svoje dijete odvede kući. Nakon kratkoga vremena Hasan pobježe iz očeve kuće i dođe u kuću Delije Tulnja i kaza mu, da se želi pokrstiti. Delija ga odvede mjesnom župniku franjevcu, koji ga posla gvardijanu samostana u Zaostrogu. Taj mladića pouči i krsti. Videći u njemu veliku oštroumnost i želju za naukom s drugim pripravnicima posla ga u samostan Našice u Slavoniji, gdje stupi u franjevački red i dobi ime fra Lovro. Više nauke svršio je u Italiji i postao učitelj bogoslovije. Kada se povratio u domovinu, bio je imenovan učiteljem mladih redovnika, za koje je sastavio i godine 1713 tiskao u Mlecima gramatiku latinsko-ilirsku. Godine 1717. postao je profesorom bogoslovije na nadbiskupskom sjemeništu u Splitu. Uz profesorsku službu mnogo se bavio propovijedanjem riječi Božje. Godine 1723., na molbu starješinstva provincije Bosne srebreničke, Sv. stolica dala je dopust, da može biti biran za sve redovničke službe, osim vrhovnoga starješine reda, unatoč tome, što je bio rođen u drugoj vjeri. Umro je u Šibeniku dne 28. veljače 1729.
U svojim djelima on govori o hrvatskom narodu, o hrvatskom jeziku, o hrvatskim glagolima i hrvatskim rijekama. U predgovoru svojoj gramatici latinsko-ilirskoj (Mleci, 1713.) uz bok drugih naroda: Francuza, Španjolaca, Talijana, Nijemaca i Madžara, on stavlja i svoj narod Hrvata. Obraćajući se mladeži tadašnje bosanske provincije, koja je potjecala iz Bosne, Hercegovine, Dalmacije, Slavonije, Bačke i Baranje, on im dovikuje: " Mi Hrvati ". Prelazeći preko državnih i pokrajinskih podjela, na koje su tada bile podijeljene hrvatske zemlje, Sitović na cijelom prostoru od Jadrana do Dunava ne vidi nego jedan narod, kojega su članovi "mi Hrvati". Šitovićeva gramatika latinsko-ilirska prvi put tiskana je u Mlecima godine 1713., drugi put 1742., a treći put 1781. Ona se, dakle, dugo upotrebljavala - skoro jedno stoljeće - u školama provincije Bosne srebreničke i učila je bosansku mladež, uz latinski jezik, poznavati i ljubiti hrvatski jezik i hrvatski narod.
Kada se govori o franjevcima rodom iz Hercegovine, koji svoj materinski jezik nazivlju hrvatskim, i prema tome sebe i svoj narod u Hercegovini smatraju Hrvatima, treba spomenuti i fra Bernardina Pavlovića. On se rodio u Stonu, u glavnom gradu srednjovjekovnoga Zahumlja, kako se tada zvala današnja Hercegovina. Starina Pavlovića je u Veloj Međi u Popovu polju, u jugoistočnoj Hercegovini. Fra Bernardin Pavlović je priredio i tiskao Pripravljanje za dostojno reći sv. misu itd. "u hrvatski jezik pomljivo i virno privedene", u Mlecima 1747. U predgovoru toga djela kaže, da ga je napisao "za naruč i korist nas misnika harvatske ruke". Iste godine (1747.) Pavlović je tiskao drugo izdanje djela don L. Terzića "Pokripljenje umirućih", "pomnoženo i popravljeno po ocu P. Fra Bernardinu Pauloviću iz Dubrovačke države, da bolje i upravnie izgovara u harvaski jezik... za korist naroda Harvaskoga. U Mletcih po Bartolu Occhi 1747 ". Daljnja izdanja izašla su godine 1758., 1797. i 1800.
Od franjevačkih pisaca rodom iz Bosne, koji su u 18-st. naglašavali svoju hrvatsku narodnu pripadnost posebno valja istaći fra Nikolu Lašvanina (+ 1750), pisca najopsežnijega bosanskog ljetopisa. U svom "Ljetopisu" Lašvanin potanko opisuje dolazak Hrvata na jug i njihovu povijest za narodnih vladara i na toj narodnoj osnovi gradi i razvija povijest Bosne. On izričito naglašuje, da su Hrvati kod svoga dolaska - po njemu godine 640. - naselili sve zemlje od Jadrana do Dunava, u koje on uključuje i Bosnu. Od toga doba pa sve do "današnjega dneva", tj. do doba, kada je Lašvanin pisao svoj "Ljetopis", u Bosni su živjeli Hrvati i ta se zemlja po njima zvala i bila je Hrvatska. To Lašvanin posebno naglašuje u svom Ljetopisu pod godine 640. i 1131. Ta dva mjesta glase ovako:
" 640. Doidoše iz priko Babini(h) Gora Hervati naiparvo u Dalmaciju, i ove sadašnje harvatske i slovinske strane. S mnogim boiem istiravši Avare, ovdi se nastaniše. Prid ovim biaše pet braće: Kluka, Kloben, Kozočeš, Muklo, Harvat i dvie sestre Tuia i Vuga. I od nji Dalmacija, koja je od mora do Dunava dosegla, harvatsko ime prima i zove se do današnjega dneva".

"1131. Stipan ugarski kralj ... Ovi zadobi Ramu u gornjoj Harvatskoj zemlji, koja se sada imenue, i zato svi njegovi namisnici zovu se kralji od Rame, tj. Bosne".

Po Lašvaninu se, dakle, Bosna nalazi u gornjoj Hrvatskoj, dotično u zagorskoj ili planinskoj Hrvatskoj, kako to kažu stari hrvatski ljetopis "Kraljevstvo Hrvata" i Ritter-Vitezović.